# 只来
只来（ただらい）は静岡県浜松市天竜区の大字。

## 地理
浜松市天竜区の南部、天竜地区の南東部に位置する。東で横川、西で二俣町阿蔵、南で磐田市下野部、北で山東と接する。

### 河川
- 二俣川
- 横川
- 百古里川

## 歴史

### 沿革
- 1889年（明治22年）4月1日 - 町村制の施行により、豊田郡只来村が周辺の村と合併し、豊田郡光明村となる[WEB 6]。旧村名は光明村の大字として残る[WEB 7]。
- 1896年（明治29年）4月1日 - 郡制の施行により、光明村の所属郡が磐田郡に変更となる。
- 1956年（昭和31年）9月30日 – 光明村が周辺の町村と合併して改めて磐田郡二俣町となる。
- 1958年（昭和33年）11月3日 – 二俣町が市制施行して天竜市となる。
- 2005年（平成17年）7月1日 – 天竜市外10市町村が浜松市に編入される。
- 2007年（平成19年）4月1日 - 浜松市が政令指定都市となる。只来は天竜区の一部となる。

## 施設
- 光明郵便局
- 曹洞宗 東光寺
- 只来六所神社

## 交通

### バス
- 遠鉄バス秋葉線：（厚生会・西鹿島駅 方面 - ）田尻 - 下只来 - 只来中 - 上只来 - 下すがり入口（ - 春野 方面）
- 浜松市天竜ふれあいバス百古里・只来線：（山東 方面 - ）下只来北 - 下只来 - 只来中 - 上只来 - 下すがり入口（ - 上すがり 方面）
  - 遠鉄タクシーに委託。
  - 火・金曜の運行、祝日・振替休日・年末年始は運休。事前予約制。

### 道路
- 国道362号
- 国道473号
- 静岡県道63号藤枝天竜線

## その他

### 学区
小学校・中学校の学区は以下の通りである。
- 浜松市立光明小学校
- 浜松市立光が丘中学校

### 警察
警察の管轄区域は以下の通りである。
| 番・番地等 | 警察署     | 交番・駐在所 |
| ---------- | ---------- | ------------ |
| 全域       | 天竜警察署 | 船明交番     |

### 消防
消防の管轄区域は以下の通りである。
| 番・番地等 | 消防署     | 本署/出張所 |
| ---------- | ---------- | ----------- |
| 全域       | 天竜消防署 | 本署        |

### WEB
1. ↑  “h02_22.csv”.   総務省 (2022年2月10日). 2024年11月10日閲覧。
2. ↑  “静岡県浜松市天竜区只来 (221370100)｜国勢調査町丁・字等別境界データセット”.   人文学オープンデータ共同利用センター. 2024年11月10日閲覧。
3. ↑  “静岡県 浜松市天竜区 只来の郵便番号 - 日本郵便”.   日本郵便. 2024年11月10日閲覧。
4. ↑  “市外局番の一覧”.   総務省 (2022年3月1日). 2024年11月10日閲覧。
5. ↑  “事業所案内及び管轄地域（事務所3件、分室3件）”.   一般社団法人静岡県自動車会議所. 2024年11月10日閲覧。
6. ↑  “historyofcities.pdf”.   静岡県総務部合併推進室・財団法人静岡県市町村振興協会. 2024年11月10日閲覧。
7. ↑  “解説ページ”.   株式会社エア. 2024年11月10日閲覧。
8. ↑  “学校名から探す／浜松市”.   浜松市 (2024年1月1日). 2024年11月10日閲覧。
9. ↑  “船明(ふなぎら)交番｜静岡県警察”.   静岡県警察 (2024年8月3日). 2024年11月10日閲覧。
10. ↑  “消防署の町別管轄「た」／浜松市”.   浜松市 (2024年3月21日). 2024年11月10日閲覧。